# Râul Lădăuți
Râul Lădăuți este un curs de apă situat în Depresiunea Întorsura Buzăului, afluent de stânga al râului Buzău.

## Hărți
- Harta județului Covasna